# Sergio Laušić Glasinović
Sergio Lausic Glasinovic (Magallanes, 30. listopada 1942.) je čilski povjesničar i esejist hrvatskog podrijetla.
Rodio se je u Punta Arenasu (staro ime za grad je Magallanes). Sin je Antonija Laušića Parčine iz Kreševa kod Omiša i Jerke Glasinović Šimunović iz Obršja. Stariji je brat Cedomila Lucasa Laušića Glasinovića.
Studirao je na Universidad de Chile u Santiagu gdje je stekao naslov profesora. Radio je u prosvjeti u Santiagu i u rodnom Punta Arenasu. Predavao je na Državnom tehničkom sveučilištu na odjelu društvenih i povijesnih znanosti. 
Bio je zatvoren u zloglasnom Pinochetovom zatvoru na otoku Dawsonu.
Stručno se je usavršavao u Čileu i inozemstvu. Poslijediplomski i doktorski studij je pohađao u Hrvatskoj (povijest, sveučilište u Zadru, na muzeološkoj obradi hrvatskih iseljenika u Patagoniji) i Španjolskoj (povijest i zemljopis, sveučilište u Huelvi), područja povijesne i zemljopisne znanosti te muzeologija. Nakon toga vratio se je u Čile, gdje radi na Sveučilištu u Magallanesu. Piše eseje, knjige, snima uradke iz teme etnografije i regionalne povijesti, a piše i o Indijancima ()Kaweshkar, Aonikenk, Chono, Selk'nam, Haush, Yámana). Voditelj je i autor emisije "Historia Nuestra" na Radio Polaru. Ravnateljem je Instituta za regionalna istraživanja u Magellanesu.
Od 1998. je povijesnim savjetnikom i muzeologom u regionalnom salezijanskom muzeju Maggiorinu Borgatellu

## Djela[10][11]
- Emigrantes Sud Eslavos en el Cono Sur de Chile, 1976.
- Vida cultural e institucional desarrollada por los Yugoslavos en la Region de Magallanes, 19??
- La Antarctica, continente de la esperanza, 1990.
- Los kaweshkar, primeros navegantes del estrecho”. Impactos, Punta Arenas, vols. 15 al 19., 1990.[12]
- Los aonikenk, cazadores de la estepa”. Impactos, Punta Arenas, vol. 20, 22 y 23., 1991.[12]
- Los chonos, un mundo desconocido”. Impactos, Punta Arenas, vols. 24 y 25., 1991.[12]
- Catálogo del Museo Regional Salesiano "Maggiorino Borgatello": colecciones etnográficas, antropológicas y arqueológicas de las etnias Aonikenk, Selk'nam, Kaweshkar, Yámana, 1992.
- Pinturas rupestres en la Patagonia Chilena, 1993.
- Gentes de la Patagonia. Bandas aborígenes patagónicas y fueguinas: chonos, kaweshkar, aonikenk, selk’nam, haush, yámanas. Punta Arenas: Museo Regional Salesiano “Maggiorino Borgatello, 1993.[12]
- Rostros, mitos y figuras de las etnias patagónicas australes. Punta Arenas: Horizonte., 1994.[12][13]
- Migraciones del archipiélago de la isla grande de Chiloé hacia la Patagonia (Chile - Argentina) y participación en el sindicalismo obrero, Rev. Hist./Concepción, 7/1997., str. 203-214.[14][15]
- Territorio de Magallanes: claroscuros de su historia, 2004.
- Gentes de la Patagonia : bandas aborígenes patagónicas y fueguinas : chonos, kaweshkar, aonikenk, selk'nam, haush, yámanas
- La misión como manifestación histórica y literaria en la Patagonia (suautor: Mábel Arratia Fuentes), 2004.
- Ideas Fuerza para una discusión sobre políticas de Estado hacia la Región de Magallanes y Antártica Chilena, Centro de Estudios Regionales. Universidad de Magallanes, (suautor:Daniel Oyarzo )[16]
- Aferrándose a la vida: Testimonios de los últimos individuos de los pueblos yamanas y fueguinas[17]
- Shackleton en Punta Arenas y otras expediciones. Vicisitudes y acontecimientos, predavanje[18]

Njegov je članak objavljen u zborniku Hrvatska - Latinska Amerika danas (Croacia-America Latina hoy) iz 1995. godine.
Sudionik je zasjedanja i radionica međunarodnog projekta IARP (International Antarctic Research Project) studenoga 1993. godine.
Piše o hrvatskom iseljeništvu u Južnoj Americi, migracijama u Južnu Ameriku, s naglaskom na Patagoniju te istražuje povijest Antarktika.
Vodio je stranice patagoniahistoria.cl.
Tajnik Hrvatskoga doma od 1990. do 1992. godine. Urednik je emisije za hrvatske iseljenike Dalmacia en el Corazón.

## Vanjske poveznice
- La Prensa Austral[neaktivna poveznica] Sergio Lausic: “Los restos de Santos Mardones no se encuentran en la iglesia Los Agustinos”, 1. srpnja 2011.
- Biobibliochile[neaktivna poveznica]
- Dawson 2000  Arhivirana inačica izvorne stranice od 9. svibnja 2008. (Wayback Machine) Historiador refuta a general Manuel Torres de la Cruz, La Prensa Austral, 5 de Enero de 2001
- Patagonia Historia (stranice neaktivne, postoje u arhivima)
- Wáfa Jagan  Arhivirana inačica izvorne stranice od 14. listopada 2009. (Wayback Machine) EL YAGAN O HAUSI KUT - HISTORIA DE LOS YAGANES, LOS MARINOS AUSTRALES Gentes de la Patagonia
- "Croatas en América del Sur... es el nuevo libro de Sergio Lausic Glasinovic, Kanal RadioTVumag na YouTubeu